# Honghe Shuiku (reservoar i Kina, Sichuan)
Honghe Shuiku (kinesiska: 洪河水库) är en reservoar i Kina. Den ligger i provinsen Sichuan, i den sydvästra delen av landet, omkring 290 kilometer öster om provinshuvudstaden Chengdu. Honghe Shuiku ligger 290 meter över havet. Arean är 10,9 kvadratkilometer. Omgivningarna runt Honghe Shuiku är en mosaik av jordbruksmark och naturlig växtlighet. Den sträcker sig 13,8 kilometer i nord-sydlig riktning, och 6,2 kilometer i öst-västlig riktning.
Genomsnittlig årsnederbörd är 1 585 millimeter. Den regnigaste månaden är maj, med i genomsnitt 299 mm nederbörd, och den torraste är januari, med 17 mm nederbörd.